# گروس اوزینگن
گروس اوزینگن (به آلمانی: Groß Oesingen) یک شهر در آلمان است که در گیفهورن واقع شده‌است. گروس اوزینگن ۲٬۰۰۲ نفر جمعیت دارد.